# Live at Leeds
Treść tego artykułu może nie być zgodna z zasadami neutralnego punktu widzenia.
 Po wyeliminowaniu niedoskonałości należy usunąć szablon {{Dopracować}} z tego artykułu.

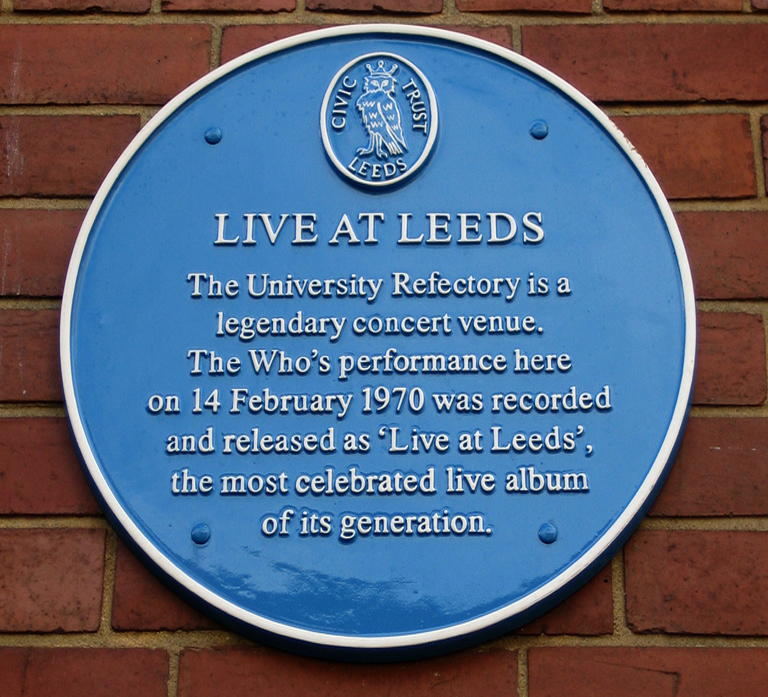
Tablica pamiątkowa na budynku Uniwersytetu w Leeds

Live at Leeds – koncertowy album brytyjskiej grupy rockowej The Who z 1970 roku.
W 2003 album został sklasyfikowany na 170. miejscu listy 500 albumów wszech czasów magazynu Rolling Stone.

## Geneza
Po wydaniu albumu Tommy w 1969 roku, zespół zaczął być znany w świecie jako jedna z najlepszych koncertowych grup rockowych. Żywiołowe koncerty grupy – a także świetny warsztat instrumentalistów – były podłożem do wydania albumu koncertowego.
Wybrano dwa miejsca, które miały posłużyć do nagrania materiału: 14 lutego 1970 roku zespół wystąpił na Uniwersytecie w Leeds, a dzień później w Hull. Nagrania z Hull zostały pominięte, ponieważ źle zarejestrowano linię basu. Wybrano więc nagrania z Leeds.

## Okładka
Okładka albumu wygląda bardzo ubogo. Brązowe opakowanie imituje karton, na którym umieszczono napisy koloru niebieskiego. Pete Townshend twierdzi, że fotograf, który miał sfotografować koncert nie wywiązał się ze swojego zadania, więc postanowiono wydać prostą okładkę jedynie z napisami.

## Pochwały
The New York Times ocenił album za najlepsze koncertowe nagranie wszech czasów. Na szczycie w tej samej kategorii umieścił go także Q Magazine.
Miejsce, w którym dokonano nagrania stało się tak słynne, że po latach zainstalowano tam słynną „niebieską tablicę” w celu upamiętnienia wydarzenia.

## Lista utworów
Wydanie oryginalne
| 1. | „Young Man Blues” (Mose Allison)                   | 5:51  |
|    |                                                    |       |
| 2. | „Substitute”                                       | 2:05  |
|    |                                                    |       |
| 3. | „Summertime Blues” (Jerry Capehart, Eddie Cochran) | 3:22  |
|    |                                                    |       |
| 4. | „Shakin' All Over” (Johnny Kidd)                   | 4:15  |
|    |                                                    |       |
| 5. | „My Generation”                                    | 14:27 |
|    |                                                    |       |
| 6. | „Magic Bus”                                        | 7:30  |
|    |                                                    |       |
|    |                                                    | 37:30 |
|    |                                                    |       |
Wydanie zremasterowane
W 1995 roku album został zremasterowany i poszerzony o nowe nagrania, które z przyczyn technicznych nie mogły ukazać się wcześniej.
| 1.  | „Heaven and Hell”                                  | 4:50    |
|     |                                                    |         |
| 2.  | „I Can’t Explain”                                  | 2:58    |
|     |                                                    |         |
| 3.  | „Fortune Teller” (Benny Spellman)                  | 2:34    |
|     |                                                    |         |
| 4.  | „Tattoo”                                           | 3:42    |
|     |                                                    |         |
| 5.  | „Young Man Blues” (Mose Allison)                   | 5:51    |
|     |                                                    |         |
| 6.  | „Substitute”                                       | 2:06    |
|     |                                                    |         |
| 7.  | „Happy Jack”                                       | 2:13    |
|     |                                                    |         |
| 8.  | „I’m a Boy”                                        | 4:41    |
|     |                                                    |         |
| 9.  | „A Quick One, While He’s Away”                     | 8:41    |
|     |                                                    |         |
| 10. | „Amazing Journey/Sparks”                           | 7:54    |
|     |                                                    |         |
| 11. | „Summertime Blues” (Jerry Capehart, Eddie Cochran) | 3:22    |
|     |                                                    |         |
| 12. | „Shakin' All Over” (Johnny Kidd)                   | 4:34    |
|     |                                                    |         |
| 13. | „My Generation”                                    | 15:46   |
|     |                                                    |         |
| 14. | „Magic Bus”                                        | 7:46    |
|     |                                                    |         |
|     |                                                    | 1:16:58 |
|     |                                                    |         |

## Twórcy
- Roger Daltrey – śpiew, harmonijka ustna, tamburyn
- Pete Townshend – gitara, śpiew
- John Entwistle – gitara basowa, śpiew
- Keith Moon – perkusja, śpiew

## Certyfikaty i sprzedaż
| Kraj                     | Certyfikat         | Sprzedaż   |
| ------------------------ | ------------------ | ---------- |
| Wielka Brytania (BPI)    | złota płyta        | 100 000+   |
| Stany Zjednoczone (RIAA) | 2x platynowa płyta | 2 000 000+ |